# Гиря (міра ваги)

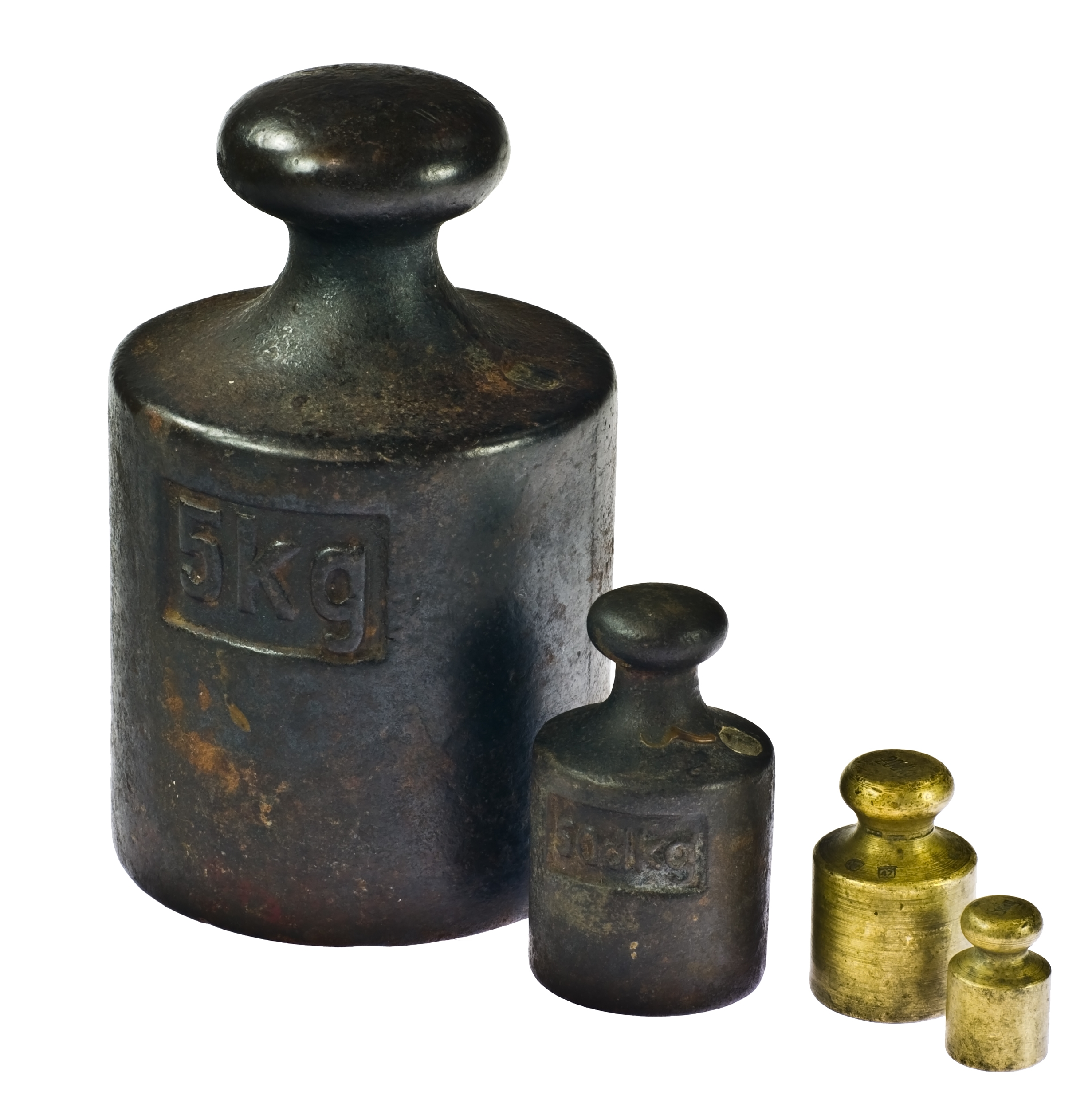
Гирі

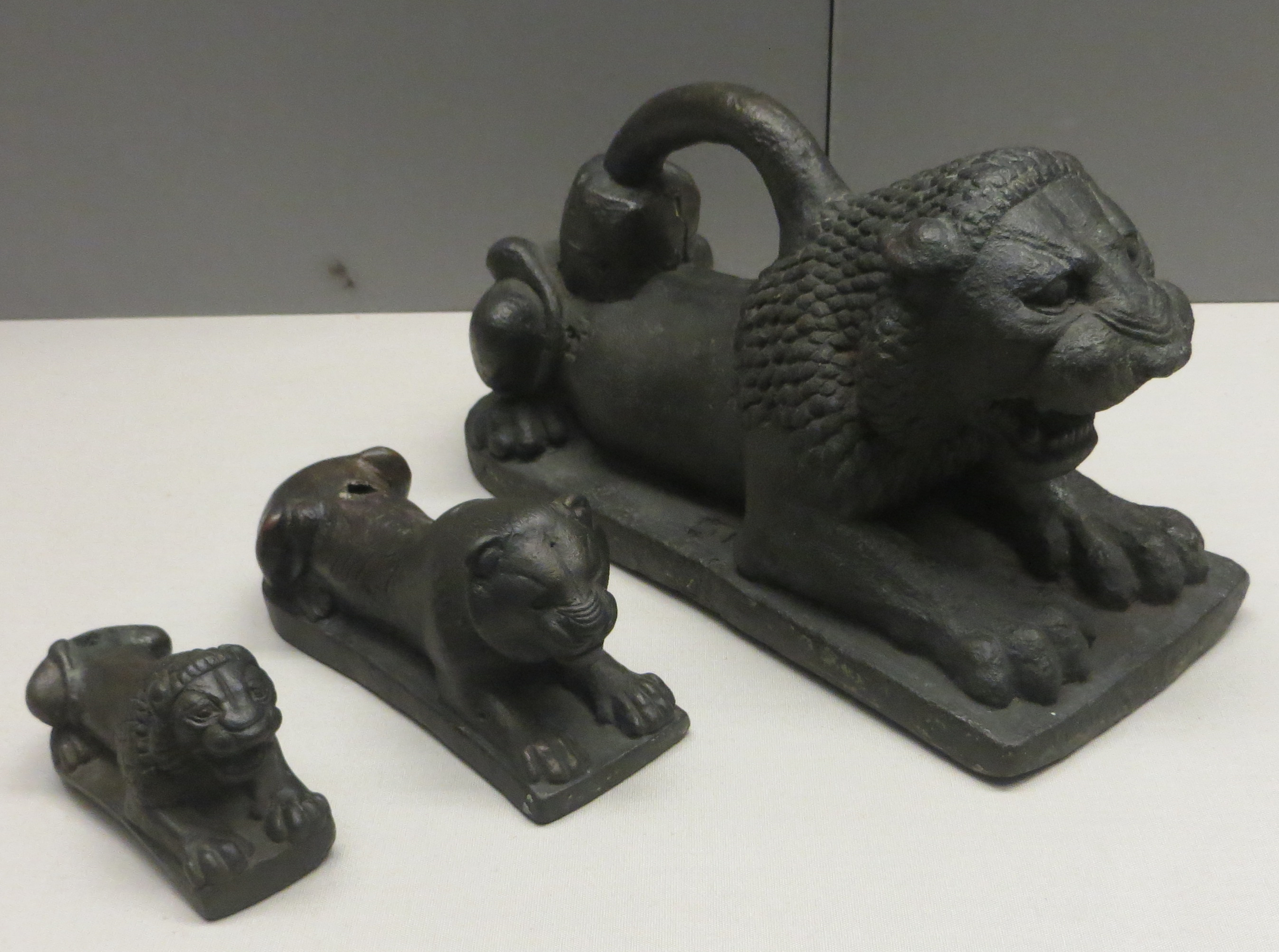
Ассирійські гирі у вигляді левів

Гиря (від перс. گران, ґіран — «важкий») — металевий предмет певної ваги, який править за міру при зважуванні на вагах. Дрібні гирки, які використовують для зважування на терезах, також називають важка́ми (однина — важо́к).

## Історія
Гирі були відомі вже в Стародавньому Межиріччі: в Ассирії в VIII ст. до н. е. використовували бронзові виливки у формі левів, а у Вавилоні II тис. до н. е. — округлі виливки у формі оливи чи качки з повернутим назад дзьобом.

## Види
Клас точності
Згідно ДСТУ OIML R 111-1:2008, залежно від класів точності гирі номінальною масою від 1 мг до 5000 кг поділяють на 9 класів: E1, E2, F1, F2, M1, M1-2, M2, M2-3 і M3.
Ступінь точності
Залежно від ступеня точності гирі поділяють на сім класів: гирі 1-го класу точності застосовують для мікрохімічних і хімічних аналізів вищої точності; 2-го класу — для точного зважування речовин і матеріалів в аналітичних, дослідницьких і виробничих лабораторіях; 3-го класу — для зважувань дорогоцінних металів; 4-го класу — зважувань медикаментів; 5-го класу — для торгових і господарських зважувань.
Призначення
Залежно від призначення їх поділяють на гирі загального призначення (звичайні), умовні і взірцеві.
- Гирі загального призначення — гирі для вимірювання маси на циферблатно-гирьових настільних вагах.
- Умовні гирі — гирі для зважування на шкально-гирьових товарних вагах. Вони мають вигляд низького прямого циліндра з радіальним вирізом, що дозволяє встановлювати гирю на гиретримач.
- Взірцеві гирі використовуються органами Держспоживстандарту для повірки вагів і гир на точність. Ці гирі відрізняються високою точністю.

## Форма

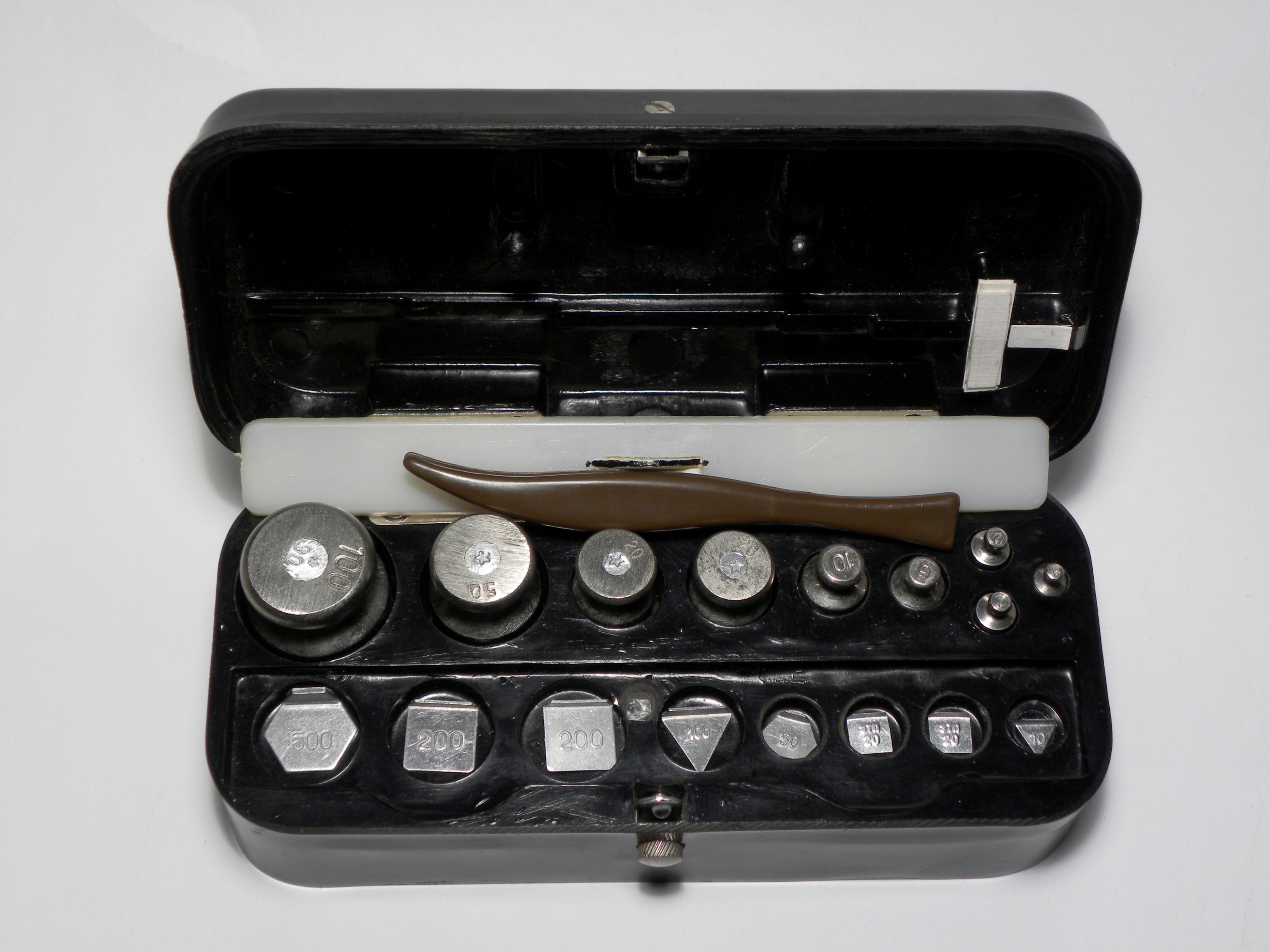
Гирі вагою від 100 до 1 г мають циліндричну форму, меншої ваги — форму многокутників

Форма гир може бути різною. Гирі повинні мати просту геометричну форму, щоб полегшити їхнє виробництво. Вони не повинні мати крутих зрізів або кутів, щоб запобігти їхньому зношуванню, і явних порожнин, щоб запобігти відкладенням (наприклад бруду) на їхній поверхні. Гирі загального призначення вагою 5 і 10 кг мають форму циліндрів з дужкою, гирі 5, 10, 20, 50, 100, 200, 500 г, 1 і 2 кг — форму циліндрів з голівкою. Гирі вагою менш, ніж 1 г мають вигляд пласких многокутників або фігур з дроту.

## Матеріал
Гирі повинні бути стійкими до корозії. Якість матеріалу повинна бути такою, щоб зміни маси гир були нехтовно малі відносно границь допустимої похибки, що дозволено для класів точності цих гир за робочих умов застосування та за призначенням.

## Марковання
За винятком гир класів точності Е та гир номінальною масою 1 г (описаних в ДСТУ OIML R 111-1:2008), гирі номінальною масою 1 г і кратні їм повинні мати чітке марковання, що відображає їхнє номінальне значення маси, за умови, що якість поверхні та стабільність гирі не пошкодиться внаслідок марковання або процесу маркування гирі.
Цифри, що відображають номінальні значення маси гир, повинні представляти:
- кілограм для номінальних значень маси 1 кг і вище; або
- грам для номінальних значень маси від 1 г до 500 г.